# Clifton (Invercargill)
Clifton est la plus au sud des banlieues de la plus au sud des cités dans le sud de l’Île du Sud de la Nouvelle-Zélande qui est la cité d’Invercargill . 

## Situation
Elle est localisée tout près des berges de l’estuaire  du fleuve Oreti sur le trajet de la State Highway 1/SH 1,  à 5 km au sud-est du centre de la cité et à 4 km au nord-ouest de la localité de Woodend. 
L’installation de traitement des eaux usées de Clifton était située dans ce secteur.

## Démographie
Le secteur de Clifton couvre 2,86 km2 et a une population estimée à 1 630 habitants en juin 2021 avec une densité de  population de  570 habitants par km2.
La ville de Clifton avait une population de 1 500 habitants lors du recensement de 2018 en Nouvelle-Zélande, en augmentation de 51 personnes (3,5 %) depuis le recensement de 2013 census et une augmentation de 42 personnes (2,9 %) depuis le recensement de 2006.
Il y avait 570 logements. 
On comptait 765 hommes et 732 femmes, donnant un sexe-ratio de 1,05 homme pour une femme. 
L’âge médian était de 34,8 ans (comparé avec les 37,4 ans au niveau national), avec 333 personnes (22,2 %) âgées de moins de 15 ans, 318 personnes (21,2 %) âgées de 15 à 29 ans, 663 personnes (44,2 %) âgées de 30 à 64 ans, et 183 personnes (12,2 %) âgées de 65 ans ou plus.
L’ethnicité était pour 79,4 % européens/Pākehā, 27,6 % Māori, 5,8 % personnes du Pacifique, 3,4 % asiatiques et 2,0 % d’une autre ethnicité (le total peut faire plus de 100 % dans la mesure où une personne peut s’identifier à de multiples ethnicités).
La proportion de personnes nées outre-mer était de 9,2 %, comparée avec les 27,1 % au niveau national.
Bien que certaines personnes objectent à donner leur religion, 57,6 % n’avaient aucune religion, 28,4 % étaient chrétiens, 0,6 % étaient hindouistes, 0,4 % étaient bouddhistes et   2,8 % avaient une autre religion.
Parmi ceux d’au moins 15 ans d’âge, 75 personnes (6,4 %) avaient le niveau de bachelier ou un degré supérieur et  408 personnes (35,0 %) n’avaient aucune qualification formelle. 
Le revenu médian était de 26,400 $, comparé avec les 31,800 $ au niveau national. 
66 personnes (5,7 %) gagnaient plus de 70,000 $ comparé avec les 17,2 % au niveau national. 
Le statut d’emploi de ceux de plus de 15 ans d’âge était pour 579 personnes (49,6 %) employées à plein temps, pour 156 personnes (13,4 %) employées à temps partiel et 78 personnes (6,7 %) étaient sans emploi .

## Éducation
L’école  de Clifton School était une école primaire, qui fut établie  en 1872 et a fusionné avec les écoles de Clarendon, Kew et Invercargill South pour former  l’école de New River Primary au début de l’année 2005.